# Иван Русина
Иван Русина (на унгарски: Orosz Iván) е български военачалник от руски произход, служил като протостратор на цар Михаил III Шишман Асен и цар Иван Александър Асен. Участник в редица военни кампании и сражения на българската армия, сред които Велбъждската битка, битката при Русокастро, и в последвалите преговори за мир с император Андроник III. 